# Вайандотте
«Вайандотте, или Дом на холме» (англ. Wyandotté, or The Hutted Knoll, другие варианты названия на русском языке — «Виандотте», «Хижина на холме») — историко-приключенческий роман американского писателя Джеймса Фенимора Купера, впервые опубликованный в 1843 году. Его действие происходит в Америке во время войны за независимость (1775—1783).

## Сюжет
Главный герой романа — уроженец британских колоний в Америке Уиллоби, который после военной службы уходит в отставку в чине капитана и покупает большой участок земли в глухом краю. Действие книги начинается в 1775 году. Окружающие уверены, что Уиллоби сочувствует британским властям в начавшейся войне, а он сам втайне готов встать на сторону восставших колонистов; при этом его сын служит в британской армии в чине майора. В романе действуют и индейцы, в том числе заглавный герой — бывший вождь племени тускарора Вайандотте, которого колонисты знают как «Дерзкого Ника» или «Ника Проныру». Он ненавидит Уиллоби, когда-то приговорившего его к порке, и в кульминационный момент действия убивает его, но спасает майора с невестой. Спустя много лет, перед своей смертью, Вайандотте признаётся Уиллоби-младшему в содеянном.
Действие романа разворачивается довольно медленно, и Вайандотте, хотя и является заглавным героем, появляется только в некоторых главах. Важную роль в развитии сюжета он играет только в финале.
Имя заглавного героя представляет собой один из вариантов самоназвания племени гуронов.

## Создание и оценки
Купер закончил работу над «Вайандотте» в марте 1843 года в Куперстауне. Писатель тогда находился в сложном финансовом положении: литература оставалась для него единственным источником дохода, но гонорары постоянно уменьшались из-за конкуренции европейских романов-фельетонов. Поэтому Купер был вынужден много писать. «Вайандотте» увидел свет в сентябре 1843 года в Филадельфии.
Одним из первых рецензентов романа стал Эдгар По, опубликовавший положительный отзыв в своём журнале Graham’s Magazine. Он отметил историческую достоверность романа и назвал «величайшим достоинством» книги образ Вайандотте — самый удачный, по его мнению, образ индейца в творчестве Купера. «По правде говоря, — написал По, — мы думаем, что этот „лесной джентльмен“ превосходит других известных героев этого рода — героев, которые созданы бессмертным нашим автором». Рецензент высоко оценил и женские образы «Вайандотте».

## Русские издания
- Купер Джеймс Фенимор. Хижина на холме / Перевод В. Шацкого // В кн.: Купер Дж. Ф. Хижина на холме. Краснокожие. На суше и на море. — М.: Диамант, 1993. — С. 5—154. — (Библиотека приключений продолжается). — ISBN 5-7356-0008-7.
- Фенимор Купер. Вайандотте / Перевод Е. Чеберды. — М., Ладомир, 2000. — C. 5—393. — (Серия «Неизвестный Фенимор Купер», Том 6.) — ISBN 5-86218-210-1.
- Купер Джеймс Фенимор. Лионель Линкольн. Хижина на холме. Сатанстое / Перевод В. Шацкого. — СПб.: Logos, 2004. — 672 с. — (Библиотека П. П. Сойкина). — ISBN 5-87288-299-8.